# Zuideinde (Utrecht)
Pour les articles homonymes, voir Zuideinde.
Zuideinde est un hameau situé dans la commune néerlandaise de Stichtse Vecht, dans la province d'Utrecht. Il s'agit de la partie sud de Portengen.
Jusqu'en 1942, Zuideinde faisait partie de la commune de Laag-Nieuwkoop.